# Fritz Käch

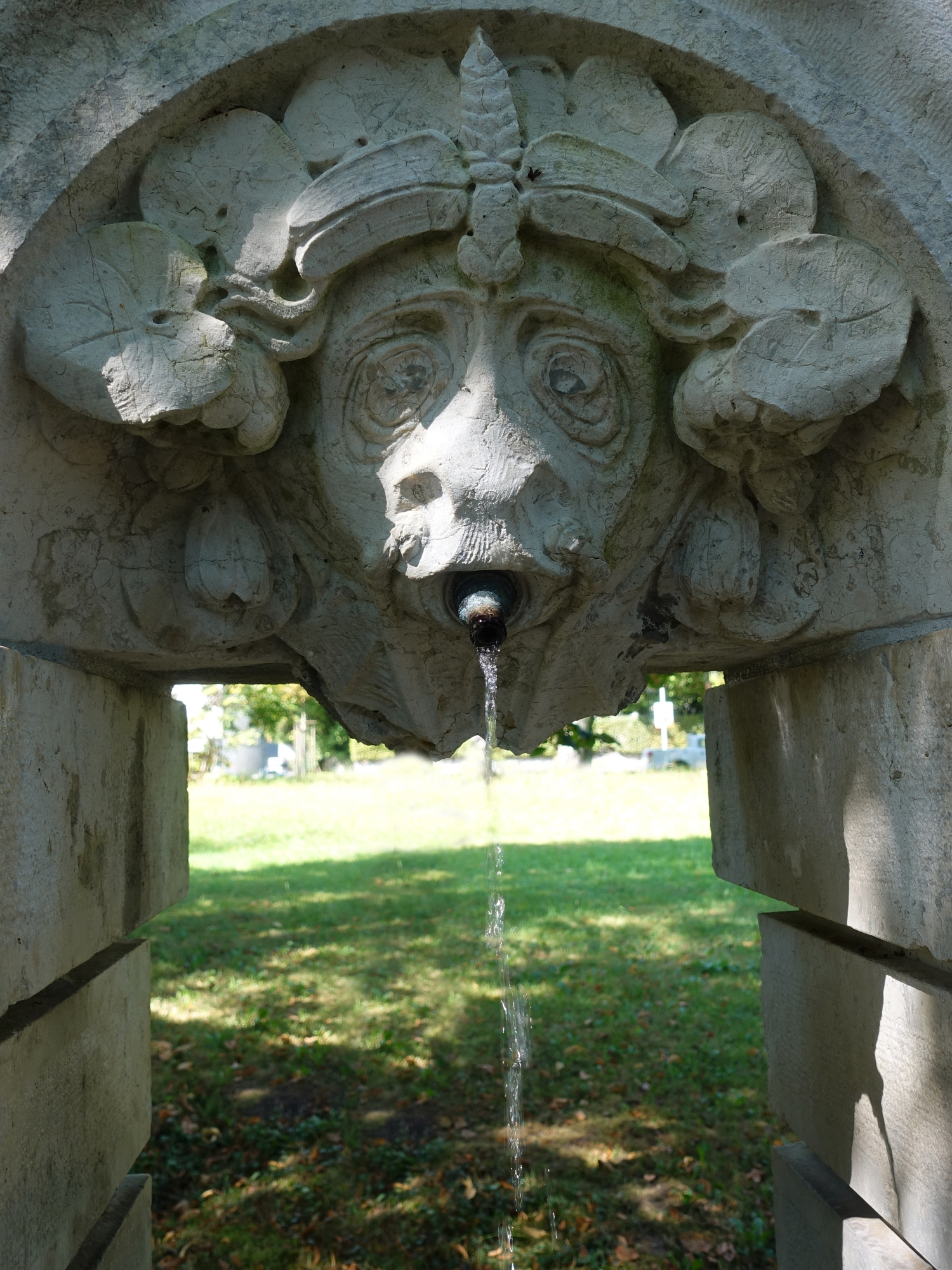
Brunnenplasik von Käch in Solothurn

Fritz Adolf Käch (* 23. Februar 1877 in Solothurn; † 5. Januar 1905 in Basel) war ein Schweizer Bildhauer und Plastiker.  Sein Werk umfasst Reliefs, Plastiken und Büsten.

## Leben und Werk
Fritz Käch war wahrscheinlich ein Sohn des Solothurner Buchdruckers Jakob Käch und soll die Kunstschule in Luzern besucht haben. 1896 erhielt er die Aufenthaltsbewilligung in Basel und arbeitete sechs Monate beim Bildhauer und Steinmetz Jacques Gürtler (1848–1926). Anschliessend zog er nach Zürich. Danach besuchte er für kurze Zeit die Kunstakademie in München; später schloss an der Kunstschule in Genf seine Ausbildung als Bildhauer mit Diplom ab. Während seiner Studienzeit soll er verschiedentlich mit Preisen ausgezeichnet worden sein. 1901 erhielt Käch erneut die Aufenthaltsbewilligung für Basel und arbeitete als Bildhauergehilfe für Carl Gutknecht an der Fassadengestaltung des Gotthelf-Schulhauses mit.
Käch heiratete am 11. August 1901 Louise, geborene Salzmann, worauf seine Basler Aufenthaltsbewilligung in eine Niederlassungsbewilligung umgewandelt wurde. Für das Rathaus Basel schuf er zwei Jahre später nach Entwürfen von Eduard Zimmermann Reliefs in Stein und Holz. 1904 bewarb sich Käch erfolgreich für die Gestaltung der Südfassade am Neuen Solothurner Rathaus. Innerhalb von sechs Monaten erledigte er alle Arbeiten und unternahm in dieser Zeit eine Studienreise nach Italien. Dort zog er sich vermutlich eine Infektion zu, an der er bald darauf verstarb.